# Dymasius solodovnikovi
Dymasius solodovnikovi es una especie de escarabajo del género Dymasius, familia Cerambycidae. Fue descrita científicamente por Miroshnikov en 2018.
Habita en Laos y Tailandia. Los machos y las hembras miden aproximadamente 11,9-15,4 mm. El período de vuelo de esta especie ocurre en el mes de abril.